# ألبرت بيرد هاستينغز
ألبرت بيرد هاستينغز (بالإنجليزية: Albert Baird Hastings)‏ هو عالم وظائف الأعضاء وعالم كيمياء حيوية أمريكي، ولد في 20 نوفمبر 1895 في دايتون في الولايات المتحدة، وتوفي في 24 سبتمبر 1987 في لاهويا في الولايات المتحدة.